# Hatoumata Camara
Hatoumata Camara, née le 17 Juillet 2000 à Saint-Denis en France, est une reine de beauté Malienne. Elle est élue Miss Mali France 2024 le 3 Novembre 2023. Le 23 Février 2024, elle représente la diaspora franco-malienne au concoure Miss ORTM.

## Biographie
Hatoumata Camara, née le 17 Juillet 2000 à Saint-Denis en France, est une reine de beauté Malienne, mannequin et entrepreneure franco-malienne. 
Issue d’une grande lignée des Camara originaires du village de Kayes et de Bamako au Mali, elle s’intéresse très tôt au monde de l’art, débutant par la danse avant de se tourner vers le mannequinat à l’âge de 17 ans. Elle devient alors égérie de la marque Cara Paris et défile pour plusieurs créateurs à l’international. 
En parallèle de sa carrière, elle poursuit des études universitaires et obtient une Licence de Sociologie à l’Université Paris 8 Vincennes – Saint-Denis. 
Le 1er février 2025, elle fonde KETHWALK HC, une école de marche et de développement personnel, alliant discipline, créativité et excellence. À travers ce projet, elle contribue à la formation de nouvelles générations et incarne l’audace ainsi que la détermination, inspirant de nombreuses personnes à poursuivre leurs rêves.  

## Concours de beauté

### Parcours
- Fondatrice KETHWALK HC SHCOOL, crée le 1er février 2025 à Paris.
- Miss Tourism Mali 2025, élue le 3 octobre 2025 à China.
- Miss ORTM France 2024, élue le 23 février 2024 à Bamako.
- Miss Mali France 2025, élue le 3 novembre 2023 à France.

## KETHWALK HC SHCOOL
KETHWALK HC SHCOOL est une école qui enseigne l’art de la marche sous deux aspects : bien-être et performance.
Le nom KETHWALK HC SHCOOL est inspirée de KETH qui représente son surnom Kethia, WALK qui viens de sa passion le catwalk et HC qui viens de son identité Hatoumata Camara.
Nous accueillons des hommes et des femmes de toutes générations, quel que soit leur niveau, pour améliorer les techniques, renforcer leur condition physique et découvrir les bienfaits d’une marche consciente et maîtrisée. La marche est bien plus qu’un moyen de déplacement; elle permet à ceux et celles qui aspirent à se démarquer, que ce soit sur les podiums ou dans la vie quotidienne.
À travers nos cours, nous permettons aux individus d’exprimer leur confiance, leur style et leur personnalité à travers chaque pas. Nous les accompagnons également dans l’atteinte de leurs objectifs professionnels et personnels, et leur fournissons les compétences essentielles pour réussir dans l’industrie du mannequinat et des concours de Miss.
Son slogan LE KETHWALK EST QU’UNE QUESTION DE PERSONNALITÉ, PERTUBE-LES!

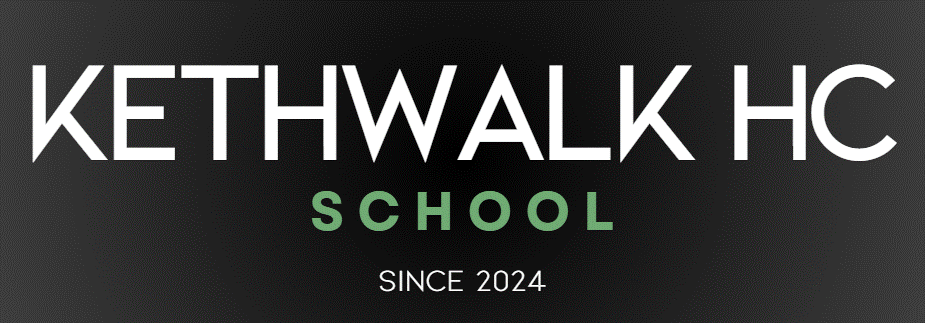

1. ↑  « Finale Miss Mali France 2024 », sur facebook.com (consulté le 3 novembre 2023).
2. ↑  « KETHWALK HC SCHOOL », sur dn-africa.com (consulté le 20 février 2025).